# Vladimir Nabokov
Vladimir Vladimirovič Nabokov (rusko Влади́мир Влади́мирович Набо́ков, objavljal tudi pod psevdonimom Sirin (Си́рин)), rusko-ameriški pisatelj, pesnik in entomolog, * 22. april (10. april, ruski koledar) 1899, Sankt Peterburg, Ruski imperij (sedaj Rusija), † 2. julij 1977, Montreux, Švica.
Nabokov je svojih prvih devet romanov napisal v ruščini, potem pa se uveljavil kot mojster angleške proze. Njegovo najbolj znano delo je roman Lolita iz leta 1955, v katerem izkazuje svojo ljubezen do detajlov in besednih iger, ki zaznamuje vsa njegova dela. Poleg pisateljevanja se je ukvarjal tudi z lepidopterologijo in s problemskim šahom.

## Življenje
Rodil se je v premožni aristokratski družini v Sankt Peterburgu kot najstarejši od petih otrok, očetu Vladimirju Dimitrijeviču Nabokovu (1869–1922) in materi Jeleni Ivanovni (rojeni Rukavišnikova; 1876—1939), hčeri Ivana Vasiljeviča Rukavišnikova (1843–1901). Poleg Vladimirja sta bla še brata in sestri. Doma so govorili rusko, angleško in francosko in Vladimir je že zgodaj obvladal vse tri jezike. Po februarski revoluciji leta (1917) je njegov oče postal sekretar v začasni vladi, zato je morala družina po vstaji boljševikov (oktobrski revoluciji) še istega leta pobegniti na Krim. Po porazu Bele garde leta 1919 so odšli v izgnanstvo v Evropo.
Naselili so se v Angliji, kjer je Vladimir obiskoval Kolidž Trinity v Cambridgeu in študiral slavistiko ter romanistiko, kmalu po tistem pa v Berlinu, kamor je po končanem študiju odšel tudi on. Leta 1922 so očeta po pomoti ubili monarhisti, kar je močno vplivalo na njegovo ustvarjanje. Kljub temu dogodku je ostal v Berlinu ter postal znan pesnik in pisatelj v tamkajšnji skupnosti izgnancev. Leta 1925 se je poročil z Vero Jevsejevno (rojeno Slonim; 1902–1991), Peterburžanko judovsko-ruskega rodu. Njun edini otrok, sin Dimitrij Vladimirovič Nabokov (1934–2012) je bil priznani ameriški prevajalec in operni basist. Dve leti kasneje je družina zašla v težave zaradi Verinega judovskega porekla. V iskanju mirnega okolja so se veliko selili, nazadnje pa emigrirali v Združene države Amerike.
Tam se je Nabokov zaposlil v Ameriškem prirodoslovnem muzeju (American Museum of Natural History) na Manhattnu, kjer se je posvečal sistematiki metuljev. S pomočjo prijatelja je kmalu postal prepoznan tudi kot avtor in pričel poučevati primerjalno književnost ter ruski jezik in književnost na različnih univerzah. Ameriško državljanstvo je pridobil leta 1945.
Finančni uspeh Lolite mu je omogočil, da se je z družino vrnil v Evropo, kjer se je naselili v hotelu v švicarskem Montreuxu in se povsem posvetil pisanju ter raziskavam metuljev. V Montreuxu je živel vse do svoje smrti leta 1977.